# Соколовська Софія Іванівна
Софі́я Іва́нівна Соколо́вська (псевдоніми — Олена Кирилівна Свєтлова, Мрійська, товариш Олена) (10 квітня 1894, місто Одеса — розстріляна 26 серпня 1938, місто Москва) — професійна діячка російського революційного руху, радянська функціонерка, репресована. Член Центральної контрольної комісії ВКП(б) в 1930—1934 роках.

## З життєпису
Походить з родини одеського адвоката. Мати в молодості брала участь в народницькому русі, перебувала в засланні. У 1903 році родина Соколовських переїхала до Чернігова.
Вихованка Чернігівської жіночої гімназії, закінчила із золотою медаллю. З 1912 року навчалася в Санкт-Петербурзькому медичному жіночому інституті, з 1914 року — на юридичному факультеті вищих жіночих Бестужевських курсах.
Брала участь у студентських заворушеннях. 1915 року поступає до РСДРП(б), по партійному дорученню їздить до Фінляндії.
Після Лютневої революції 1917 року повертається до Чернігова. Була обрана членом Чернігівської Ради робітничих депутатів і гласним Чернігівської міської думи, де керувала роботою фракції більшовиків.
З січня 1918 року — в складі Чернігівського губернського комітету РСДРП(б), з 19 січня по 12 березня 1918 року — голова Чернігівського революційного комітету, голова виконавчого комітету Чернігівської губернської Ради. За спогадами Дмитра Дорошенка врятувала від розстрілу близько сотні заарештованих офіцерів.
Після поновлення української влади переходить на нелегальне становище, у складі Чернігівського, по тому — Київського підпільних губкомів КП(б)У, секретар Київського підпільного губернського ВРК. Була делегатом 1-го з'їзду КП(б)У від Чернігова.
Делегована на 2-й з'їзд КП(б)У від Київського більшовицького підпілля в Москву. Зі з'їзду з групою комуністів відправлена в Одесу для організації та проведення «антивоєнної інтернаціональної агітації в дусі світової революції» серед військовослужбовців Антанти. В Одесі для цього створюється «Іноземна колегія», Соколовська стає її активною учасницею. З листопада 1918 року також працює секретарем підпільного Одеського губкому КП(б)У. Зимою 1918—1919 років арештовувалася контррозвідкою, але була звільнена.
У час чергового поновлення радянської влади протягом весни-літа 1919 працювала редакторкою газети «Комуніст», була членом президії Одеського облвиконкому, комісаром юстиції і членом бюро Одеського губкому КП(б)У. З червня по серпень 1919 року — секретар Одеського губернського комітету КП(б)У.
За влади білогвардійців, у 1919 році — арештовувалася контррозвідкою, але їй вдалося вийти на волю.
У грудні 1919 року переїхала до Франції як представник Комінтерну. З грудня 1919 по лютий 1921 року — у виконавчому комітеті Комуністичного Інтернаціоналу.
У 1921—1924 роках — заступник завідувача Московського губернського відділу політичної освіти. Працювала в Московському комітеті РКП(б), в Сокольницькому районному комітеті ВКП(б) міста Москви, була завідувачем організаційного відділу Пролетарського районного комітету ВКП(б) міста Москви (за іншими даними — Ленінграда).
У 1924—1928 роках — на партійній роботі на Коломенському паровозобудівному заводі Московської губернії.
У 1928—1930 роках — інструктор Московського комітету ВКП(б). Редагувала партійний журнал «Масовик», працювала в редакції «Крестьянской газеты».
З 1930 року — на відповідальній роботі у ЦКК ВКП(б), голова Центральної комісії з чистки радянського апарату.
У 1934—1935 роках — завідувачка відділу хат-читалень Народного комісаріату освіти РРФСР.
З 1935 по 12 жовтня 1937 року — заступник, згодом директор і художній керівник кіностудії імені Горького («Мосфільму»).
Делегат XVI, XVII з'їздів, XVII партійної конференції ВКП(б). На XVI з'їзді партії була обрана членом ЦКК ВКП(б).
12 жовтня 1937 року арештована зі звинуваченням в шпигунстві та участі в контрреволюційній організації. 26 серпня 1938 року смертний обвинувальний вирок приведений у виконання.
1956 року посмертно реабілітована.
1978 року на будинку колишньої Чернігівської жіночої гімназії їй встановлено пам'ятну дошку.
В радянський період в Одесі була вулиця Соколовської.